# Vreau rația mea de adevăr
Vreau rația mea de adevăr este un film românesc din 1999 regizat de Cornel Mihalache.